# Holcus grandiflorus
Holcus grandiflorus är en gräsart som beskrevs av Pierre Edmond Boissier och Georges François Reuter. Holcus grandiflorus ingår i släktet mjuktåtlar, och familjen gräs. Inga underarter finns listade i Catalogue of Life.